# Chaise-Dieu-du-Theil
Chaise-Dieu-du-Theil es una localidad y comuna francesa situada en la región de Alta Normandía, departamento de Eure, en el distrito de Évreux y cantón de Rugles.
La comuna de Chaise-Dieu-du-Theil se creó por la unificación de dos preexistentes, Chaise-Dieu en la orilla izquierda del  río Iton, y Theil en la orilla derecha. Este hecho se realizó el 4 de marzo de 1836.

## Demografía
| 525 | 451 | 343 | 473 | 559 | 161 | 540 | 554 | 542 | 512 | 477 | 421 | 389 | 359 | 385 | 350 | 340 | 345 | 304 | 291 | 262 | 289 | 263 | 274 | 341 | 286 | 304 | 295 | 273 | 252 | 241 | 245 |
| Para los censos de 1962 a 1999 la población legal corresponde a la población sin duplicidades (Fuente: INSEE [Consultar]) |     |     |     |     |     |     |     |     |     |     |     |     |     |     |     |     |     |     |     |     |     |     |     |     |     |     |     |     |     |     |     |

Gráfico de la evolución demográfica de la comuna de 1794 a 1999

## Administración

### Entidades intercomunales
Chaise-Dieu-du-Theil está integrada en la Communauté de communes du canton de Rugles. Además forma parte de diversos sindicatos intercomunales para la prestación de diversos servicios públicos:
- S.A.E.P de Bourth Chaise-Dieu .
- Syndicat de l'électricité et du gaz de l'Eure (SIEGE) .
- Syndicat d'assainissement du pays d'Ouche .
- Syndicat de la Haute Vallée de l'Iton .

### Riesgos
La prefectura del departamento de Eure incluye la comuna en la previsión de riesgos mayores por:
- Presencia de cavidades subterráneas.
- Riesgos derivados del transporte de mercancías peligrosas.
- Riesgos inundación por desbordamiento del río Iton.